# Frankenwall 24 b (Stralsund)
Das Gebäude mit der postalischen Adresse Frankenwall 24 b in Stralsund ist ein denkmalgeschütztes Bauwerk in der Straße Frankenwall.
Der dreigeschossige Backsteinbau wurde im letzten Drittel des 19. Jahrhunderts unter Einbeziehung eines mittelalterlichen Wiekhauses gebaut, auch der zweigeschossige Anbau im Osten stammt aus dieser Zeit. Das Haus weist ein flaches Satteldach auf.
Das Haus im Kerngebiet des von der UNESCO als Weltkulturerbe anerkannten Stadtgebietes des Kulturgutes „Historische Altstädte Stralsund und Wismar“ ist in die Liste der Baudenkmale in Stralsund eingetragen.